# Jaborosa integrifolia
Jaborosa integrifolia är en potatisväxtart som beskrevs av Jean-Baptiste de Lamarck. Jaborosa integrifolia ingår i släktet Jaborosa och familjen potatisväxter. Inga underarter finns listade i Catalogue of Life.

## Bildgalleri

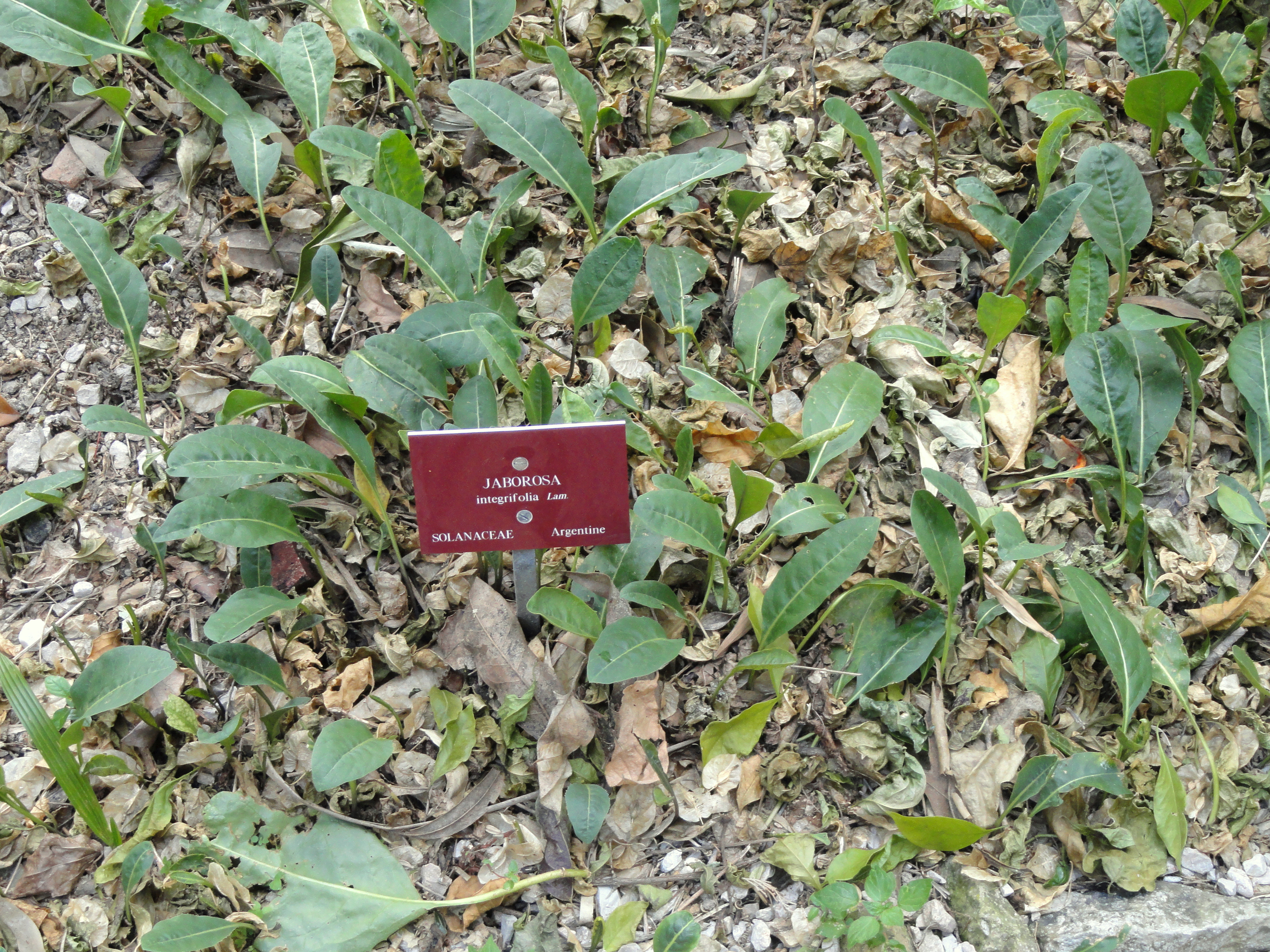
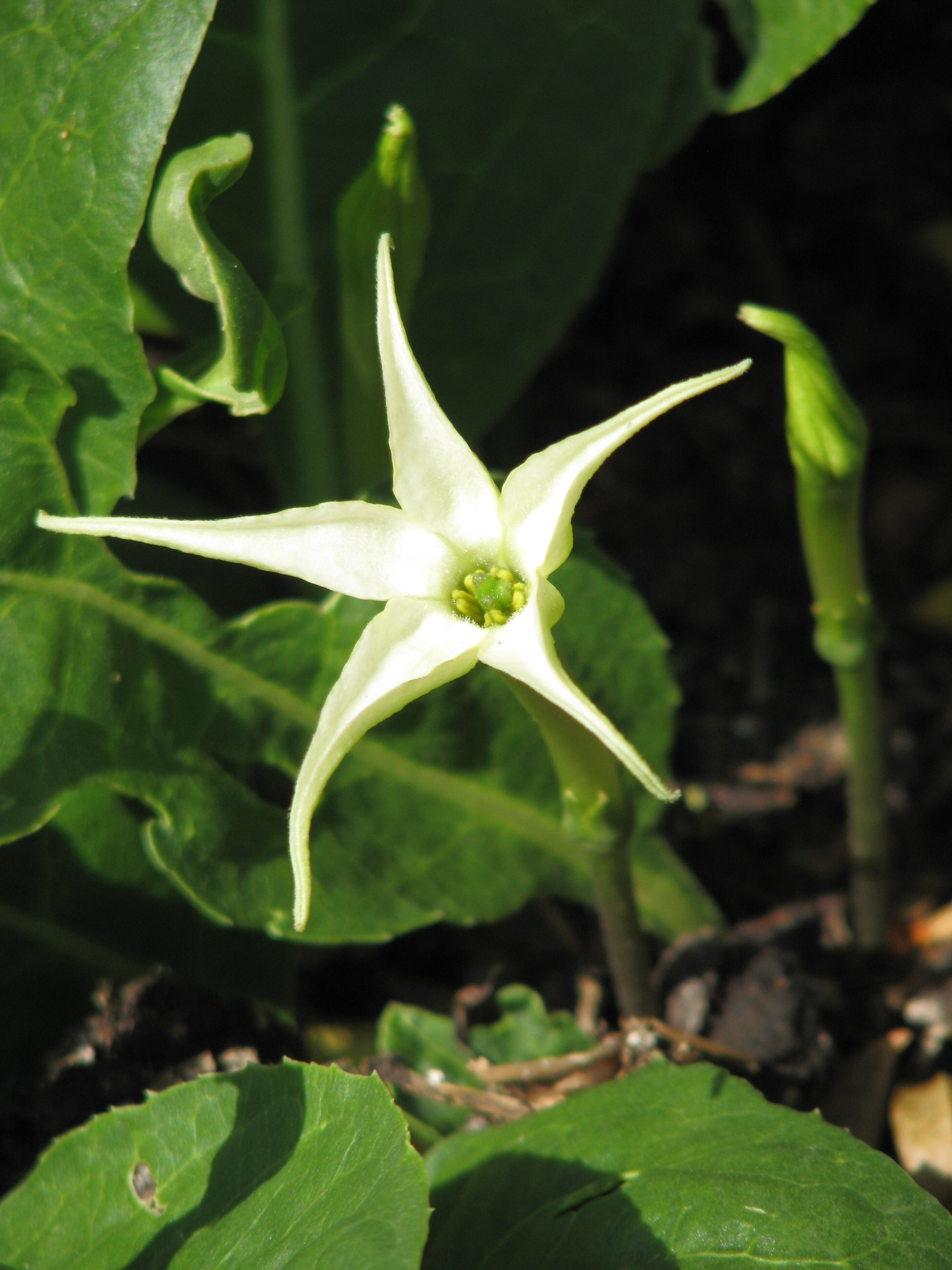
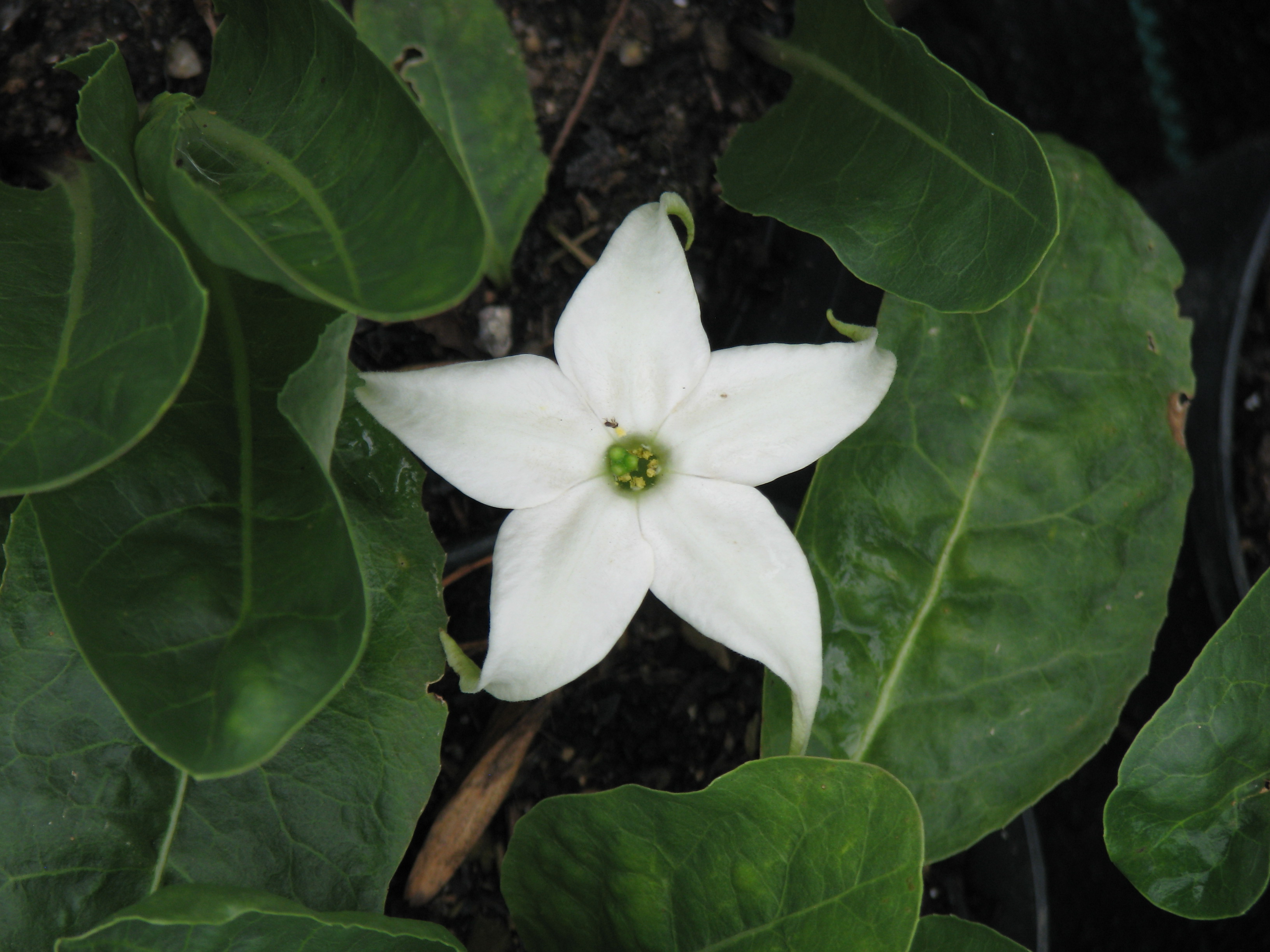